# Eleonore von Kastilien (1363–1416)

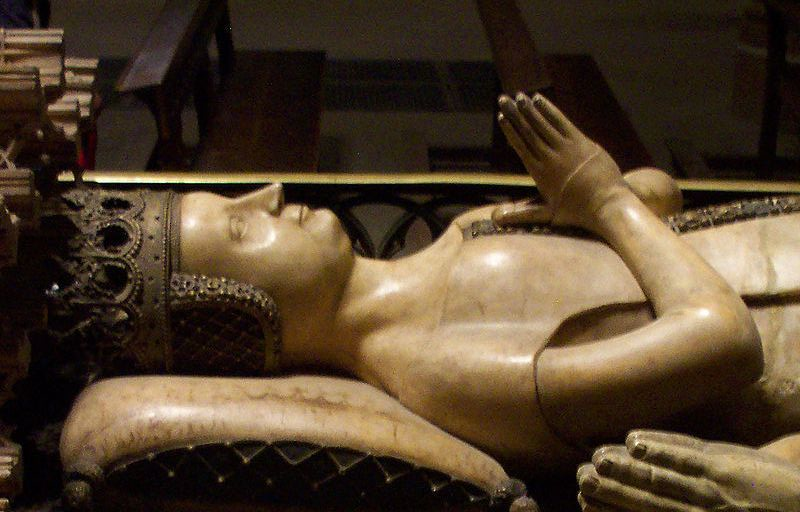
Eleonore von Kastilien

Eleonore von Kastilien (spanisch Leonor; * um 1363; † 1415 oder 1416) war als Gattin König Karls III. von 1387 bis 1415/16 Königin von Navarra.

## Leben
Eleonore war eine Tochter des kastilischen Königs Heinrich II. von Trastámara und seiner Gattin Juana Manuel, der Tochter des Infanten Juan Manuel von Kastilien und der Blanka de la Cerda y Lara.
Im Frieden von Alcoutim (1371), der den ersten erfolglosen Krieg König Ferdinands I. von Portugal gegen Heinrich II. von Trastámara beendete, war u. a. eine Vermählung Ferdinands mit Heinrichs Tochter Eleonore vorgesehen. Das Eheprojekt kam jedoch nicht zustande, da der portugiesische König sich in die damals an seinem Hof weilende Adlige Leonore Teles de Menezes verliebte, deren Ehe annullieren ließ und sie danach heiratete.
Zur Bekräftigung des Waffenstillstandes zwischen Navarra und Kastilien heiratete Eleonore am 27. Mai 1375 zu Soria den Thronerben Karl (III.) (genannt „der Edle“) von Navarra. Dieser musste aber von 1377 bis 1381 als Geisel am französischen Hof leben. Nach dem Tod ihres Vaters (1379) wurde Eleonore Herrin eines großen, zwischen Roa und Sepúlveda gelegenen Lehnsgutes. Ihr Gemahl folgte seinem Vater Karl II. (genannt „der Böse“) 1387 auf den Thron, womit Eleonore zur Königin von Navarra aufstieg.
Zwischen dem Königspaar bestanden jedoch erhebliche Ehestreitigkeiten. 1388 erbat Eleonore anlässlich eines Treffens zwischen ihrem Gemahl und ihrem Bruder, dem kastilischen König Johann I., die Erlaubnis, sich einige Zeit in ihre Heimat Kastilien zurückziehen zu dürfen, um im dortigen Klima eine Krankheit, die sie befallen hatte, besser auskurieren zu können. Sie nahm ihre vier kleinen Töchter, die sie ihrem Gatten geboren hatte, mit sich und residierte in Valladolid. Zwei Jahre später forderte ihr Gatte sie zur Rückkehr auf, da sie inzwischen genesen sei und sich gemeinsam mit ihm krönen lassen solle. Der kastilische König unterstützte diesen Wunsch Karls III., doch Eleonore brachte dagegen vor, dass sie in Navarra geringschätzig behandelt worden sei, dass sie die ihr zugewiesenen Gelder verspätet und nicht vollständig bekommen habe, ja sie glaubte sogar, dass man sie habe vergiften wollen. So blieb sie in Kastilien, während sich ihr Gatte am 13. Februar 1390 in Pamplona allein krönen ließ. Nur ihrer ältesten Tochter Johanna wurde die Rückkehr nach Navarra gestattet, wo diese in Ermangelung männlichen Nachwuchses des Königs von den Cortes als navarresische Thronerbin anerkannt wurde.
Am 9. Oktober 1390 starb Johann I. von Kastilien an einem Reitunfall und ihm folgte sein unmündiger Sohn Heinrich III. Eleonore schlug ihrem Gemahl ein weiteres Mal die Bitte ab, sich wieder zu ihm zu begeben, obwohl er offiziell die Zusage gegeben hatte, sie äußerst zuvorkommend zu behandeln. Stattdessen griff sie in den nächsten Jahren in die Parteikämpfe in Kastilien ein und intrigierte kräftig gegen ihren 1393 für volljährig erklärten Neffen Heinrich III., während sie den Gesuchen ihres Gatten weiterhin kein Gehör schenkte. Als sie aus Ärger über die Kürzung des ihr aus der kastilischen Staatskasse zugewiesenen Jahresgehalts zu anderen unzufriedenen Adligen Kontakte knüpfte und Unruhen schürte, wurde sie Mitte 1394 von Heinrich III. in ihrem Schloss Roa belagert und gefangen genommen. Sie musste in Valladolid unter strenger Aufsicht leben und schließlich im Februar 1395 zu ihrem Gemahl zurückkehren, wobei ihr königlicher Neffe ihr ehrenvolles Geleit bis an die Grenze gab. Karl III. empfing seine Gemahlin hervorragend und ließ Dankgebete und Freudenfeste für ihre glückliche Heimkehr abhalten.
Ab nun war Eleonore ganz in das politische Leben Navarras eingebunden. Ihr Verhältnis zu ihrem Gatten besserte sich und sie gebar ihm vier weitere Kinder, darunter zwei allerdings sehr jung verstorbene Söhne Karl und Ludwig. Am 3. Juni 1403 fand ihre Krönung zur Königin von Navarra in Pamplona statt. Mehrmals, als Karl III. sich in Frankreich aufhielt, vertrat sie ihn als Regentin. Sie trug auch dazu bei, dass weiterhin gute Beziehungen zwischen Navarra und Kastilien bestanden und sich viel vornehme Kastilier – u. a. die Herzöge von Benavente sowie Angehörige der mächtigen Familien Dávalos, Mendoza und Zuñiga – in Navarra niederließen.
Eleonore starb 1415 oder 1416 im Alter von etwa 53 Jahren. Sie wurde in der Kathedrale von Pamplona, Santa María la Real, beigesetzt und später ihr 1425 verstorbener Gemahl an ihrer Seite bestattet.

## Nachkommen
Eleonore und Karl III. hatten acht Kinder:
- Johanna (* 1382, † Juli 1413), seit 1402 Gattin von Graf Johann I. von Foix
- Maria (* um 1383, † 6. Januar 1406), starb unverheiratet und kinderlos
- Blanka (* um 1385/87, † 3. April 1441), seit 1402 Gattin von König Martin I. von Sizilien, seit 1419 Gattin von Johann II. von Aragon, seit 1425 Königin von Navarra
- Beatrix (* um 1386, † um 1410/12), seit 1406 Gattin von Jacques II. de Bourbon, comte de La Marche
- Isabella (* um 1396, † 1435/50), seit 1419 Gattin von Jean IV. von Armagnac
- Karl (* 15. August 1397, † 12. August 1402), Prinz von Viana
- Ludwig (* um 1401/02, † 14. Oktober 1402), Prinz von Viana
- Margarete (* um 1403, † vor 1412)